# Дхани Рам Чатрик
Дхани Рам Чатрик (англ. Dhani Ram Chatrik, в.-пандж. ਧਨੀਰਾਮ ਚਾਤ੍ਰਿਕ; 4 октября 1876, Лепок — 18 декабря 1954) — индийский поэт, один из основоположников современной панджабской поэзии.

## Биография
Родился 4 октября 1876 года в семье мелкого торговца, учился в сельской школе. Работал продавцом в книжной лавке, в типографии, редактором журнала. Первые стихи опубликовал под псевдонимом Хари Дхани. В 1905 г. уже под собственным именем издал повесть «Бхаратхари Хари», а в 1906 г. — повесть «Наль и Дамаянти». В 1908 выпустил сборник стихов «Корзина цветов» («Пхулан ди токри»), в 1912 г. — со сборник «Герой» («Дхарм вир»).
Дхани Рам Чатрик был одним из создателей первой организации пенджабских писателей (1926), объединявшей писателей независимо от их религиозно-общинной принадлежности.

## Литературное наследие и общественное признание
Основные сборники Дхани Рам Чатрика: «Сандаловая роща» («Чанданвари», 1932), «Клумба шафрана» («Кесар киари», 1940), «Новый мир» («Наван джахан», 1945), «Обитель суфия» («Суфикхана», 1950). Чатрик Дхани Рам — зачинатель реалистического направления в Пенджабской поэзии. Ввел в литературу нового героя — бесправного и забитого крестьянина-труженика, стремился раскрыть внутренний мир современников, обличал социальную несправедливость и войны, призывал к борьбе с силами зла. Язык его поэзии близок к разговорному, содержит фольклорные элементы.
В Советском Союзе в 1957 г. произведения Дхани Рама Чатрика вошли в сборник «Стихи пенджабских поэтов», а в 1962 г. «Государственное издательство художественной литературы» выпустило отдельный сборник его стихов «Цветок Шафрана».

## Семья
У Чатрика было четверо сыновей: Бальвант Рай, Мохан Бридж, Джасвант Рай и Прем Кумар. Ни один из них не владел панджаби и не стал писателем.